# Liste der tschechischen Botschafter im Vereinigten Königreich
Diese Liste der tschechoslowakischen und tschechischen Botschafter im Vereinigten Königreich enthält die diplomatischen Vertreter der Tschechoslowakischen bzw. Tschechischen Republik in London von 1919 bis heute.

## Tschechoslowakische Gesandte und Botschafter
- 1919–1920 Štefan Osuský, Gesandter
- 1920–1925 Vojtěch Mastný, Gesandter
- 1925–1938 Jan Masaryk, Gesandter

ab 1942 Botschafter:
- 1942–1946 Max Lobkowicz
- 1947–1949 Bohuslav Kratochvíl
- 1949–1951 Rudolf Bystrický
- 1951–1954 Josef Ullrich*
- 1955–1958 Jiří Hájek
- 1958–1961 Miroslav Galuška
- 1961–1966 Zdeněk Trhlík
- 1966–1971 Miloslav Růžek
- 1971–1974 Miroslav Žemla
- 1974–1977 Mečislav Jablonský
- 1977–1983 Zdeněk Černík
- 1983–1986 Miroslav Houštecký
- 1986–1989 Jan Fidler
- 1990–1992 Karel Duda

## Tschechische Botschafter
- 1993–1997 Karel Kühnl
- 1997–2003 Pavel Seifter
- 2003–2005 Štefan Füle
- 2005–2009 Jan Winkler
- 2009–2015 Michael Žantovský
- seit 2015 Libor Sečka